# Bruno Vicino
Bruno Vicino (Villorba, 7 settembre 1952) è un dirigente sportivo, ex pistard e ciclista su strada italiano.
Professionista dal 1973 al 1987, vinse tre titoli mondiali su pista nel mezzofondo. Dal 2005 è direttore sportivo alla UAE Emirates, già Lampre.

## Carriera
Nato come velocista su strada, da dilettante arrivò a conquistare la maglia tricolore nel 1973 succedendo a Francesco Moser. Divenuto professionista l'anno successivo, non riuscì ad affermarsi e non colse nessuna vittoria su strada, pur prendendo parte per sette volte al Giro d'Italia.
Nel 1977 partecipò al suo primo campionato del mondo di mezzofondo, vincendo l'anno successivo il suo primo (di sei totali) campionato italiano della specialità. La prima maglia iridata arrivò invece nel 1983, dopo averla sfiorata nei tre anni precedenti con piazzamenti sul podio mondiale. Si laureò campione del mondo fra gli stayer anche nel 1985 e nel 1986, stabilendo il record del mondo sull'ora e sui 100 km a Bassano del Grappa l'11 luglio 1986. In carriera disputò inoltre numerose Sei giorni.
Ritiratosi dalle corse nel 1987, dal 1993 al 2004 è stato quindi nello staff tecnico, come direttore sportivo aggiunto, della Mercatone Uno/Saeco. Dal 2005 lavora quindi per la Lampre, formazione nata proprio nel 2005 dalla fusione tra la Saeco e la vecchia Lampre, e nota a partire dal 2017 come UAE Emirates.

## Palmarès

### Strada
- 1973 (Dilettanti)

Campionati italiani, Prova in linea Dilettanti

### Pista
- 1978

Campionati italiani, Mezzofondo
- 1980

Campionati italiani, Mezzofondo
- 1981

Campionati italiani, Mezzofondo
- 1983

Campionati del mondo, Mezzofondo
Campionati italiani, Mezzofondo
- 1984

Campionati italiani, Mezzofondo
- 1985

Campionati del mondo, Mezzofondo
Campionati italiani, Mezzofondo
- 1986

Campionati del mondo, Mezzofondo

## Piazzamenti

### Grandi Giri
- Giro d'Italia

1974: squalificato (11ª tappa)
1975: 61º
1976: ritirato (18ª tappa)
1977: 64º
1978: 89º
1979: 105º
1984: 142º
- Tour de France

1975: ritirato (7ª tappa)

### Classiche monumento
- Milano-Sanremo

1977: 12º
1980: 98º
- Parigi-Roubaix

1977: 39º
- Giro di Lombardia

1984: 40º

### Competizioni mondiali
- Campionati del mondo su pista

San Cristóbal 1977 - Mezzofondo: 9º
Monaco di Baviera 1978 - Mezzofondo: 5º
Amsterdam 1979 - Mezzofondo: 4º
Besançon 1980 - Mezzofondo: 3º
Brno 1981 - Mezzofondo: 2º
Leicester 1982 - Mezzofondo: 3º
Zurigo 1983 - Mezzofondo: vincitore
Bassano del Grappa 1985 - Mezzofondo: vincitore
Colorado Springs 1986 - Mezzofondo: vincitore

## Riconoscimenti
- Medaglia d'Oro al Valore Atletico nel 1983[1]